# Синяя (Синегорский)
Синяя — гора в Свердловской области в России на Среднем Урале, одна из самых высоких вершин хребта Синие горы. Расположена в окрестностях Нижнего Тагила, к западу от него, возле посёлка Синегорского. Находится возле границы между Европой и Азией, с европейской стороны от границы. На её вершине горы расположена скала Кораблик. Ландшафтный памятник природы и популярное место туризма.
Синюю гору возле посёлка Синегорского иногда путают с другой Синей горой, которая также является частью хребта Синие горы, но находится возле посёлка Баранчинского.

## Описание
Синяя гора — одна из высочайших горных вершин хребта Синие горы. Гора окружена и частично покрыта лесом, на вершине находятся живописные и причудливые скальные останцы. Ближайшие скалы к посёлку Синегорского находятся у перевала Синяя гора (на старом Серебрянском тракте) — скалы Столб и Каменные Ворота, а несколько южнее — скала Кораблик. Скала Столб практически вертикальная со всех сторон, местами с трещинами. Самая большая из скал, находящаяся на самой вершине горы, называется Кораблик. Скала получила своё название за свою характерную форму, напоминающую нос корабля. Лес в районе горы смешанный, состоит в основном из елей, сосен и берёз, также изредка встречаются кедры. С вершины открывается вид на посёлок Синегорский, а вдали, за горным хребтом видны заводские трубы Нижнего Тагила.